# Banga Bekele
Pour les articles homonymes, voir Banga.
Banga Bekele est un village du Cameroun situé dans la Région du Sud-Ouest et le département de la Meme. Il est rattaché à la commune de Mbonge.

## Environnement
Avec Minkok (Ebolowa), c'est l'une des deux seules localités où l'on a observé Diospyros onanae, une plante endémique en danger.

## Population
Bekele a d'abord constitué un quartier de Banga Bakundu, une localité peuplée principalement de Bakundu, du groupe Oroko.
Lors du recensement de 1987, le village Banga Békélé, seul, comptait 973 habitants. Lors du recensement suivant, en 2005, on y a dénombré 1 435 personnes.